# Martin Cross
Martin Patrick Cross (født 19. juli 1957 i London, England) er en engelsk tidligere roer og olympisk guldvinder.
Cross vandt en bronzemedalje for Storbritannien i firer uden styrmand ved OL 1980 i Moskva. De tre øvrige medlemmer af båden var John Beattie, Ian McNuff og David Townsend. Den britiske båd kom ind på tredjepladsen i finalen, hvor Østtyskland vandt guld, mens Sovjetunionen tog sølvmedaljerne. Fire år senere, ved OL 1984 i Los Angeles, vandt han en guldmedalje i disciplinen firer med styrmand, som makker til Richard Budgett, Andy Holmes, Steve Redgrave og Adrian Ellison. Han deltog også ved både OL 1988 i Seoul og ved OL 1992 i Barcelona.
Cross vandt desuden en VM-bronzemedalje i firer uden styrmand ved VM 1978 i New Zealand.

## OL-medaljer
- 1984:  Guld i firer med styrmand
- 1980:  Bronze i firer uden styrmand